# Asociación de Guías Scouts de Venezuela
L'Asociación de Guías Scouts de Venezuela (AGSV, in italiano Associazione di Guide Scout del Venezuela) è l'organizzazione nazionale del Guidismo in Venezuela. Questa conta 996 membri (nel 2003). Fondata mel 1958 l'associazione diventa membro effettivo del World Association of Girl Guides and Girl Scouts (WAGGGS) nel 1966.

L'emblema dell'associazione incorpora elementi della Bandiera venezuelana

## Programma
L'associazione è divisa in quattro branche in rapporto all'età:
- Margaritas - dai 4 ai 5 anni
- Haditas - dai 6 ai 10 anni
- Guías Menores - dai 10 ai 15 anni
- Guías Mayores - dai 15 ai 18 anni

### Promessa
Yo prometo, por mi honor, hacer cuanto de mi dependa para:

Cumplir con mi deber hacia Dios y mi patria

Ser útil al prójimo en todo momento

Y obedecer la Ley Guía.

### Legge della Guida
1. La guía es leal y merece confianza.
2. La guía es útil y ayuda a otros.
3. La guía es comprensiva y generosa.
4. La guía es hermana de toda muchacha guía.
5. La guía es cortes.
6. La guía ve en la naturaleza la obra de Dios.
7. La guía sabe obedecer.
8. La guía es valiente y animosa en sus dificultades.
9. La guía es económica y ordenada.
10. La guía es pura en lo que piensa, dice y hace.